# Laurence Restoin
Laurence Nogué, née Restoin le 4 avril 1976, est une ancienne coureuse cycliste française.

## Biographie
Laurence Restoin en 1999 rejoignait l'équipe Elby dont la leader était Jeannie Longo. Laurence après la compétition en 2002, s'est reconverti en assistante maternelle, elle s'est mariée avec Géric Nogué un ancien sprinteur kilométreur qu'elle a connu sur le circuit de la piste, ensemble ils ont eu trois filles.

## Palmarès su route
- 1994
  - 7e du championnat du monde sur route juniors
- 1996
  - 2e du Tour de la Drôme
- 1997
  - Tour d`Aquitaine
  - Fleche Gasconne
- 1998
  - Prix de la ville de Pujols
  - 3e étape du Tour d'Aquitaine
  - 2e du Tour Périgord
- 1999
  - 3e du Prix de la Ville de Pujols
- 2000
  - 1re étape de la Fleche Gasconne
  - 2e du Prix de la Ville de Pujols
- 2001
  - 3e étape du Tour de la Drôme
  - 2e du Tour de la Drôme
  - 2e de Stausee Rundfahrt - Klingnau

### Grands tours

#### Tour de France
4 participations
- Tour Cycliste Feminin 1997 : 48e
- Tour Cycliste Feminin 1998 : 18e
- La Grande Boucle 1999 : 27e
- La Grande Boucle 2000 : 33e

#### Tour d'Italie
- Tour d'Italie 1997 : 22e

## Palmarès sur piste

### Championnats nationaux
- 1999
  - 3e de la poursuite
- 2001
  - 3e de la course aux points